# EVV Eindhoven in het seizoen 1959/60
Het seizoen 1959/1960 was het zesde jaar in het bestaan van de Eindhovense betaaldvoetbalclub Eindhoven. De club kwam uit in de Eerste divisie B en eindigde daarin op de 12e plaats.

## Wedstrijdstatistieken

### Eerste divisie B
|       | AGOVV | Alkmaar '54 | D.F.C. | De Graafschap | DHC   | Go Ahead | Helmondia '55 | Heracles | Hermes DVS | Leeuwarden | Limburgia | RBC   | RCH   | SHS   | VSV   | ZFC   |
| ----- | ----- | ----------- | ------ | ------------- | ----- | -------- | ------------- | -------- | ---------- | ---------- | --------- | ----- | ----- | ----- | ----- | ----- |
| Thuis | 2 – 1 | 1 – 1       | 1 – 3  | 4 – 2         | 2 – 2 | 2 – 0    | 3 – 0         | 6 – 2    | 2 – 1      | 2 – 3      | 3 – 1     | 2 – 1 | 2 – 2 | 2 – 3 | 0 – 3 | 0 – 0 |
| Uit   | 4 – 2 | 2 – 1       | 3 – 2  | 5 – 3         | 2 – 1 | 2 – 2    | 0 – 0         | 4 – 2    | 4 – 2      | 1 – 2      | 1 – 0     | 3 – 1 | 0 – 2 | 3 – 1 | 1 – 1 | 4 – 2 |

## Statistieken Eindhoven 1959/1960

### Eindstand Eindhoven in de Nederlandse Eerste divisie B 1959 / 1960
| Stand | Gespeeld | Gewonnen | Gelijk | Verloren | Punten | Doelpunten voor | Doelpunten tegen |
| ----- | -------- | -------- | ------ | -------- | ------ | --------------- | ---------------- |
| 12e   | 32       | 10       | 7      | 15       | 27     | 58              | 64               |

### Topscorers
| Competitie \| # \| Naam \| \| \| -------------------- \| -------------------- \| -- \| \| 1. \| Jan Louwers \| 15 \| \| 2. \| Hennie Bogmans \| 12 \| \| 3. \| Noud van Melis \| 7 \| \| 4. \| Dick Snoek \| 6 \| \| 5. \| Arnold Tempel \| 3 \| \| 6. \| Nico van Diessen \| 2 \| \| 6. \| Toon Feijen \| 2 \| \| 6. \| Jan Lindhout \| 2 \| \| 6. \| Thijs Rutjens \| 2 \| \| 6. \| Jeu Sijbers \| 2 \| \| 11. \| Gerard van den Akker \| 1 \| \| 11. \| Piet van Rooij \| 1 \| \| 11. \| Wim Stoker \| 1 \| \| Onbekende doelpunten \| \| \| \| – \| Onbekend \| 2 \| \| Totaal \| Totaal \| 58 \| |                      |      |
| # | Naam                 | Goal |
| 1. | Jan Louwers          | 15   |
| 2. | Hennie Bogmans       | 12   |
| 3. | Noud van Melis       | 7    |
| 4. | Dick Snoek           | 6    |
| 5. | Arnold Tempel        | 3    |
| 6. | Nico van Diessen     | 2    |
| 6. | Toon Feijen          | 2    |
| 6. | Jan Lindhout         | 2    |
| 6. | Thijs Rutjens        | 2    |
| 6. | Jeu Sijbers          | 2    |
| 11. | Gerard van den Akker | 1    |
| 11. | Piet van Rooij       | 1    |
| 11. | Wim Stoker           | 1    |
| Onbekende doelpunten |                      |      |
| – | Onbekend             | 2    |
| Totaal | Totaal               | 58   |